# Мексиканські черепахи
Мексиканські черепахи (Dermatemydidae) — родина черепах з підряду Схованошиї черепахи. Має 7 родів, з яких 6 є вимерлими. Відомі з мезозойської ери.

## Опис
Загальна довжина сучасних представників коливається від 40 до 68 см, вимерлі представники досягали 80 см. Ці черепахи мають досить великий та потужний пластрон, що з'єднано з карапаксом широкою перетинкою. Голова порівняно невелика. Лапи наділені плавальними перетинками.
Забарвлення коричневе, оливкове з різними відтінками.

## Спосіб життя
Полюбляють річки та озера. Практично усе життя проводять у воді. Живляться рибою, молюсками, земноводними.
Самиці відкладають до 20 яєць.

## Розповсюдження
Раніше представники цієї родини мешкали у Північній Америці, Східній Азії та в Європі. Сьогодні вони поширені лише у Мексиці, Гватемалі, Гондурасі та Белізі.

## Роди
- Dermatemys
- †Baptemys
- †Compsemys
- †Lindholmemydinae
- †Peshanemys
- †Trachyaspis
- †Tsaotanemys